# Hohe Munde
L'Hohe Munde  è una montagna alta 2.662 metri (8.734 piedi) sita all'estremità orientale della catena di Mieming nello stato austriaco del Tirolo austriaco.  Ha due cime: la cima occidentale (2.662 m) e la cima orientale o Mundekopf (2.592 m).

## Descrizione geografica
L'Hohe Munde sorge a nord del villaggio di Telfs nella valle dell'Inn e si presenta con il suo imponente e ampio versante orientale, la verticale parete sud e la rotonda cresta sommitale. A est si trova l'altopiano di Seefeld e il villaggio di Leutasch di Moos. A nord è separato dai Monti Wetterstein dalla valle di Gaistal. A ovest, la catena di Mieming si estende in lontananza. Oltre la sella di Niedere Munde (2.059 m) si trova la vetta successiva della catena, il Karkopf alto 2.469 metri , seguito dall'Hochwand alto 2.719 metri.

## Via di accesso
La montagna può essere scalata con un tour facile ma faticoso da Moos attraverso il rifugio Rauth (1.605 m). La funivia da Moos al rifugio Rauth (il Mundelift) non è più in funzione. Sui pendii orientali del Mundekopf sono state costruite ampie difese contro le valanghe per proteggere il villaggio di Sagl. Queste sono state completate nell'agosto 2014.
Gli scalatori esperti e dal passo sicuro possono anche scalare l'Hohe Munde da Telfs, diramandosi a Straßberg fino alla sella della Niedere Munde, tramite la cresta occidentale, un percorso classificato come UIAA I. Ci sono diversi percorsi di arrampicata sulle pareti nord e sud sotto le cime est e ovest, alcuni dei quali sono difficili.
Un tour sciistico è possibile sul ripido versante orientale (fino a 45 gradi) in primavera. Tuttavia, questo richiede condizioni di neve innevata sicure e una partenza molto presto.

## Prime arrampicate
La prima salita alla Cima est fu effettuata da A. Sauter nel 1829 mentre quella alla Cima ovest da Hermann von Barth nel 1871. Il primo breve resoconto di un'ascensione dell'Hohe Munde fu pubblicato nel 1829 da Andrä Sauter, fratello di Anton Sauter e allora guardia forestale a Zirl, nel "Giornale imperiale e regio privilegiato del Tirolo e del Vorarlberg". Salì sulla montagna da Telfs attraverso il versante orientale per condurre ricerche botaniche.  La prima ascensione conosciuta dell'Hohe Munde attraverso la cresta occidentale fu effettuata da Hermann von Barth il 31 agosto 1871 da Leutasch , aggirando il passaggio di cresta più difficile attraverso una gola rocciosa sul versante sud. Il percorso più semplice si snoda da Leutasch-Moos attraverso un sentiero lungo il fianco orientale.